# Sōta Hirayama
Sōta Hirayama (jap. 平山 相太, Hirayama Sōta; * 6. Juni 1985 in Kitakyūshū) ist ein japanischer ehemaliger Fußballspieler.

## Karriere

### Verein
In seiner Jugendzeit spielte der 1,90 m große Hirayama in der Kunimi-Oberschule im heutigen Unzen, für die er von 2001 bis 2003 auf Torejagd ging. In all seinen Jahren dort konnte er jeweils die Meisterschaft der Oberschulen erobern und war 2002 und 2003 sogar Torschützenkönig. 2004 schloss er sich dann der Universität Tsukuba an, für die er bis 2005 spielte.
Zur Saison 2005/2006 absolvierte er ein einwöchiges Probetraining beim niederländischen Erstligisten Feyenoord Rotterdam. Dieser entschied sich gegen eine Verpflichtung des Stürmers und wenig später unterzeichnete Hirayama einen Vertrag beim Aufsteiger Heracles Almelo. Sein Debüt für die Schwarz-Weißen gab er in der Partie gegen ADO Den Haag am 20. August 2005. Er spielte zwar nur 15 Minuten, erzielte aber trotzdem zwei Treffer. Zum Abschluss der Saison standen 31 Spiele und acht Tore zu Buche.
In der neuen Spielzeit machte er nur ein Spiel, ehe er nach Japan zurückkehrte, um sein Studium zu beenden. Dorch bereits kurz nach der Rückkehr unterzeichnete er einen Vertrag beim heimischen Hauptstadtklub FC Tokyo. Dies geschah, obwohl Hirayama noch bis 2008 an Almelo gebunden war. 2009 gelang ihm mit seinem Team der erste große nationale Erfolg in seiner Laufbahn. Hirayama führte seine Mannschaft mit 4 Toren in neun Spielen in das Endspiel des Yamazaki Nabisco Cup, wo man mit 2:0 gegen Kawasaki Frontale gewinnen konnte.

### Nationalmannschaft
Mit der japanischen U-20 Nationalmannschaft nahm Hirayama an den Jugend-Weltmeisterschaften 2003 und 2005 teil. Obwohl Nationalcoach Zico die Entwicklung des jungen Talents immer wieder lobte, wurde Hirayama nicht für die Fußball-Weltmeisterschaft 2006 in Deutschland nominiert. Auf seinen ersten Einsatz musste er bis zum 6. Januar 2010 warten, als er von Neutrainer Takeshi Okada berufen wurde. Im Qualifikationsspiel zur Fußball-Asienmeisterschaft 2011 gegen den Jemen wurde Hirayama in der 21. Minute beim Stand von 0:1 für Naoki Yamada eingewechselt. Nachdem dem jemenitischen Team auch noch der zweite Treffer gelungen war, erzielte Hirayama einen Hattrick, der seine Mannschaft zum 3:2-Sieg verhalf. Dies war der erste Dreierpack eines japanischen Debüt-Nationalspielers seit über 80 Jahren. Dem letzten Spieler, dem dies gelang, war Takeo Wakabayashi in den 1930er Jahren. Hirayama wurde allerdings auf für die Fußball-Weltmeisterschaft 2010 in Südafrika nicht nominiert.

## Erfolge
- Yamazaki Nabisco Cup mit FC Tokyo: 2009